# دیگو کاپریا
دیگو کاپریا (انگلیسی: Diego Capria؛ زادهٔ ۲۷ اوت ۱۹۷۲) بازیکن فوتبال اهل آرژانتین است.
از باشگاه‌هایی که در آن بازی کرده‌است می‌توان به باشگاه فوتبال استودیانتس و باشگاه فوتبال اتلتیکو مینیرو اشاره کرد.